# Hoszowczyk
Hoszowczyk (ukr. Гошове́ць/Гошівчик; w latach 1977–1981 Stoczek) – wieś w Polsce położona w województwie podkarpackim, w powiecie bieszczadzkim, w gminie Ustrzyki Dolne.
Wieś szlachecka Hussowiecz, własność Tarłów, położona była w 1589 roku w ziemi przemyskiej województwa ruskiego. W latach 1975–1998 miejscowość administracyjnie należała do województwa krośnieńskiego.
We wsi stoi zabytkowa drewniana była cerkiew greckokatolicka z 1926 roku. Świątynia pełni obecnie rolę kościoła filialnego pw. Narodzenia NMP w rzymskokatolickiej Parafii Matki Bożej Bieszczadzkiej w Jasieniu-Ustrzykach Dolnych.